# Charles H. Grosvenor

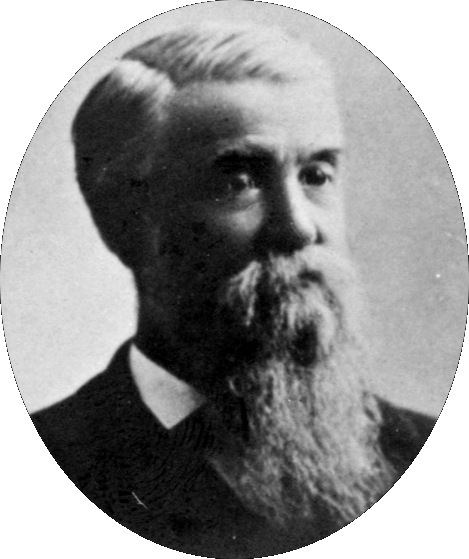
Charles H. Grosvenor

Charles Henry Grosvenor (* 20. September 1833 in Pomfret, Windham County, Connecticut; † 30. Oktober 1917 in Athens, Ohio) war ein US-amerikanischer Politiker. Zwischen 1885 und 1907 vertrat er zweimal den Bundesstaat Ohio im US-Repräsentantenhaus.

## Werdegang
Im Jahr 1838 zog Charles Grosvenor mit seinen Eltern in das Athens County in Ohio, wo er die öffentlichen Schulen besuchte. Danach unterrichtete er selbst für einige Zeit als Lehrer. Nach einem anschließenden Jurastudium und seiner 1857 erfolgten Zulassung als Rechtsanwalt begann er in diesem Beruf zu arbeiten. Während des Bürgerkrieges diente er in einer Infanterieeinheit aus Ohio, die zum Heer der Union gehörte. Dabei stieg er bis zum Oberst und Brevet-Brigadegeneral auf. Nach dem Krieg bekleidete er in seiner Heimat in Ohio verschiedene lokale Ämter und schlug als Mitglied der Republikanischen Partei eine politische Laufbahn ein. Von 1874 bis 1878 saß er als Abgeordneter im Repräsentantenhaus von Ohio, dessen Präsident er zwei Jahre lang war. Zwischen 1880 und 1888 war er Kuratoriumsmitglied des Veteranenheims Ohio Soldiers and Sailors Orphans’ Home in Xenia. Fünf Jahre lang leitete er dieses Gremium. In den Jahren 1896 und 1900 nahm er als Delegierter an den Republican National Conventions teil, auf denen jeweils William McKinley als Präsidentschaftskandidat nominiert wurde.
Bei den Kongresswahlen des Jahres 1884 wurde Grosvenor im 15. Wahlbezirk von Ohio in das US-Repräsentantenhaus in Washington, D.C. gewählt, wo er am 4. März 1885 die Nachfolge von Beriah Wilkins antrat. Nach zwei Wiederwahlen im 14. Distrikt seines Staates konnte er bis zum 3. März 1891 drei Legislaturperioden im Kongress absolvieren. Im Jahr 1890 wurde er von seiner Partei nicht zur Wiederwahl nominiert. Bei den Wahlen des Jahres 1892 wurde Grosvenor im elften Bezirk von Ohio erneut in den Kongress gewählt, wo er am 4. März 1893 John M. Pattison ablöste. Nach sechs Wiederwahlen konnte er dort bis zum 3. März 1907 verbleiben. Im Jahr 1906 wurde er von seiner Partei nicht mehr zur Wiederwahl nominiert. In seine Zeit als Kongressabgeordneter fiel der Spanisch-Amerikanische Krieg von 1898. Von 1895 bis 1897 war er Vorsitzender des Ausschusses zur Kontrolle der Ausgaben des Finanzministeriums; von 1897 bis 1899 leitete er den Bergbauausschuss. Zwischen 1899 und 1907 saß er dem Ausschuss für die Handelsmarine und die Fischerei vor.
Nach dem Ende seiner Zeit im US-Repräsentantenhaus praktizierte Charles Grosvenor wieder als Anwalt. Von 1910 bis zu seinem Tod war er Vorsitzender der Chickamauga and Chattanooga National Park Commission. Er starb am 30. Oktober 1917 in Athens, wo er auch beigesetzt wurde. Sein Neffe Charles G. Bond (1877–1974) wurde Kongressabgeordneter für den Staat New York.